# Akiba's Trip: Undead & Undressed
Akiba's Trip: Undead & Undressed, i Japan känt som Akiba's Trip 2 (アキバズトリップ2 Akibazu Torippu 2?), är ett action-äventyrsspel som utvecklades och gavs ut av Acquire i Japan den 7 november 2013 till Playstation 3 och Playstation Vita. Det har senare givits ut på kinesiska, koreanska och engelska, och porterats till Playstation 4 och Microsoft Windows.
Spelet är en uppföljare till Akiba's Trip, som kom ut den 14 juni 2012 till Playstation Portable.

## Gameplay
Undead & Undressed är ett action-äventyr i vilket spelaren kämpar mot vampyr-liknande varelser kallade synthisters genom att slita av deras kläder för att utsätta dem för solljus. Då synthisters liknar vanliga människor måste spelaren med hjälp av en app på spelarfigurens mobiltelefon ta reda på vilka som är synthisters och vilka som inte är det. Efter att ha slitit av kläderna på en fiende kan spelaren välja att låta sin spelarfigur ha på sig dem.

## Handling
Elektronikdistriktet Akihabara i Chiyoda, Tokyo har blivit invaderat av de vampyriska synthisters, som istället för att som vanliga vampyrer livnära sig på blod, suger upp livsenergin och viljan att vara social från Akibas otaku. En ung man vid namn Nanashi har blivit förvandlad till en synthister, men räddas av synthisterjägaren Shizuku. Nanashi svär att förgöra synthisterhotet, och kämpar tillsammans med Shizuku och organisationen Akiba Freedom Fighters för att rädda Akiba.

## Utgivning
Spelet släpptes först till Playstation 3 och Playstation Vita den 7 november 2013 av Acquire i Japan. Den här versionen gavs sedan ut på kinesiska och koreanska av Sony i Kina och Sydkorea i början av 2014, och i Taiwan den 23 april 2014. Spelet gavs ut på engelska av Xseed Games i Nordamerika den 12 augusti 2014, och av NIS America den 10 oktober 2014.
Den 10 juli 2014 gav Acquire ut en Playstation 4-version i Japan. Den släpptes av Xseed Games den 25 november 2014 i Nordamerika, och av NIS America den 6 februari 2015 i Europa.
Den 26 maj 2015 släppte Xseed Games spelet internationellt till Microsoft Windows.

## Fotnoter